# Барон де Шодуар Максиміліан Станіславович

Герб роду Шадуарів

Барон Максиміліа́н Станисла́вович Де Шодуа́р (* 12 вересня 1816 — † 6 травня 1881(фр. Baron Maximilien de Chaudoir) — ентомолог.

## Біографія
Барон Максиміліан Де Шодуар народився в с. Івниця поблизу Житомира. Інтерес хлопчика до пізнання живої природи заохочували батько та домашній вчитель. З 1834 року Максиміліан навчався в Дерптському університеті. В 1845 році брав участь в експедиції до Кавказу. З 1859 року, маючи у Житомирі чималі статки, жив у Франції та Англії. Помер він в
Амелі-ле-Бен-Палальда на півдні Франції.

### Сім'я
- батько барон де Шодуар Станислав Янович — археолог, ентомолог, колекціонер
- мати Алоїза Ержеле, Лючія (Люсі) Френсіс Крейтон
- дружина Єлизавета Осипівна де Шодуар, уроджена Бокщаніна
- син барон де Шодуар Іван Максиміліанович (1859—1919) — житомирський колекціонер, меценат і художник

## Наукова діяльність
Дослідження М. Шодуара присвячені систематиці та фауністиці комах з ряду твердокрилих (жуків), в основному, родинам жужелиць (Carabidae) і стрибунів (Cicindelidae), а також плавунцям (Dytiscidae). У цих таксонах він описав низку нових для науки видів і родів, хоча основним напрямом його досліджень було вивчення і впорядкування класифікації надвидових таксонів — триб, великих родів. Зокрема, у 1876 році у Женеві він опублікував монографію про жужелиць роду Chlaenius.
Добре забепечений матеріально, він багато їздив Західною Європою, вивчаючи державні і приватні ентомологічні колекції, спілкуючись із колегами. До того ж, він обширне листування, купляв типові екземляри та цілі колекції жужелиць. За результатами експедиції на Кавказ він, разом з українським ентомологом Й. Х. Гохгутом підготував капітальну монографію.
Після його смерті зібрана ним колекція жуків-стрибунів була передана до Паризького музею природничої історії. Колеція жужелиць потрапила до Шарля Обертюра (1845—1924), фахівця з метеликів, а згодом — до того ж самого музею. Більша частина його рукописів та великої бібліотеки знаходяться у Національній бібліотеці України імені В. І. Вернадського.
«Першим ентомологом, який спеціально присвятив себе вивченню жужелиць, був М. Шодуар (1816 - 1881 рр.). Його анотований каталог жужелиць Кавказу (Chaudoir, Hochhuth, 1846), ревізії низки груп родини та інші праці <...> досі зберігають чималу наукову цінність». 
Доктор біологічних наук, професор О. Л. Крижановський, 1983
На честь вченого названо чимало видів комах: жужелиці Carenidium chaudoirii Macleay, 1887; Hydraphaenops chaudoirii Brisout da Banneville, 1867; Eucamptognathus chaudoirii Fairmaire, 1868; Apotomus chaudoirii Wollaston, 1860; Feronia chaudoirii, Guérin; довгоносик Hoplopteridius chaudoirii Hochhuth і Minyops chaudoirii; жук-хижак Homaeotarsus chaudoirii Hochhuth, 1851; стрибуни Euprosopus chaudoirii Thomson, 1859 і Therates chaudoirii Schaum 1860; сонечко Chnoodes chaudoiri Mulsant, 1850 ті інші.

### Основні праці
- Genres nouveaux et espèces nouvelles de Coléoptères de la famille des Carabiques // Bull. Moscou, 1837
- Mémoires sur quelques genres et espèces de Carabiques — M., 1843
- Enumé ration des Carabiques et Hydrocanthares recueilles pendant un voyage au Caucase. — Київ, 1848;
- Mémoire sur la famille des Carabiques //Bull. Moscou, partie 1. 1848[6]
- Supplément à la Faune des Carabiques de la Russie // Bull. Moscou, 1850
- Enumération des Cicindélètes et des Carabiques recueilles dans la Russie méridionale, dans la Finlande septeptrionale et dans la Sibérie orientale etc. // Bull. Moscou, 1863
- Genres nouveaux et espèces inédites de la famille des Carabiques etc. // Bull. Moscou, 1872
- Catalogue de la collection de Cicindélètes de M. le Baron de Chaudoir. — Brussel, 1865